# Raggruppamento degli Houphouëtisti per la Democrazia e la Pace
Il Raggruppamento di houphouëtisti per la Democrazia e la Pace (in francese Rassemblement des houphouëtistes pour la démocratie et la paix, in inglese Rally of Houphouëtists for Democracy and Peace) è un partito politico ivoriano, fondato nel 2018.

## Storia
È nato come alleanza politica il 18 maggio 2005, cercando di recuperare l'ideologia politica del presidente fondatore del paese, Félix Houphouët-Boigny. Inizialmente includeva il Raggruppamento dei Repubblicani, il Partito Democratico della Costa d'Avorio, l'Unione per la Democrazia e la Pace in Costa d'Avorio, il Movimento delle Forze del Futuro e l'Unione per la Costa d'Avorio.
Nonostante la formazione dell'alleanza, ogni partito ha presentato il proprio candidato alle elezioni presidenziali del 2010. Anche se i cinque partiti hanno in gran parte contestato le elezioni parlamentari del 2011 da soli. Nelle elezioni presidenziali del 2015 l'alleanza ha nominato come candidato il presidente in carica Alassane Ouattara che ha vinto con l'84% dei voti. Nel 2016 il Partito dei lavoratori ivoriani si è unito al RHDP per contestare insieme le elezioni parlamentari del 2016. L'alleanza ha mantenuto la sua maggioranza nelle elezioni, vincendo 167 dei 255 seggi.
Il 16 luglio 2018 l'alleanza è stata trasformata in un partito unitario, includendo membri del Raggruppamento dei Repubblicani, dell'Unione per la Democrazia e la Pace in Costa d'Avorio e alcuni partiti minori. Il nuovo partito ha designato Alassane Ouattara come suo candidato per le elezioni presidenziali del 2020.
Il 27 maggio 2024, il Rally of Houphouëtists for Democracy and Peace (RHDP) ha nominato Alassane Ouattara candidato del partito per le elezioni presidenziali del 2025.

## Risultati elettorali
| Elezione          | Seggi     |
| ----------------- | --------- |
| Parlamentari 2011 | 4 / 255   |
| Parlamentari 2016 | 167 / 255 |
| Parlamentari 2021 | 137 / 255 |